# Den siste mannen
Den siste mannen (engelska: The Omega Man) är en amerikansk långfilm från 1971 i regi av Boris Sagal, med Charlton Heston, Anthony Zerbe, Rosalind Cash och Paul Koslo i rollerna. Filmen bygger på Varulvarnas natt av Richard Matheson som även filmatiserats som I Am Legend (2007) och The Last Man on Earth (1964).

## Handling
Robert Neville har experimenterat med ett vaccin. Därför klarar han sig när en pest sprider sig över jorden som följd av ett världskrig med biologiska vapen. Fortfarande finns det levande människor, men alla är deformerade och psykotiska. Dessutom anser de att Neville är en symbol för vetenskapen, den gamla världen, och måste dö.

## Rollista
| Charlton Heston | – Neville  |
| Anthony Zerbe   | – Matthias |
| Rosalind Cash   | – Lisa     |
| Paul Koslo      | – Dutch    |
| Eric Laneuville | – Richie   |